# Frödinge socken
Frödinge socken i Småland ingick i Sevede härad, ingår sedan 1971 i Vimmerby kommun i Kalmar län och motsvarar från 2016 Frödinge distrikt.
Socknens areal är 137,49 kvadratkilometer, varav land 124,99. År 2000 fanns här 1 076 invånare. Tätort och kyrkbyn Frödinge med sockenkyrkan Frödinge kyrka ligger i socknen. 

## Administrativ historik
Frödinge socken har medeltida ursprung.
Vid kommunreformen 1862 övergick socknens ansvar för de kyrkliga frågorna till Frödinge församling och för de borgerliga frågorna till Frödinge landskommun. Landskommunen uppgick 1952 i Sevede landskommun och uppgick 1971 i Vimmerby kommun.
1 januari 2016 inrättades distriktet Frödinge, med samma omfattning som församlingen hade 1999/2000.  
Socknen har tillhört samma fögderier och domsagor som Sevede härad. De indelta soldaterna tillhörde Kalmar regemente, Sevedes kompani och Smålands husarregemente, Södra Vedbo skvadron, överstelöjtnantens kompani.

## Geografi
Frödinge socken ligger öster om Vimmerby väster om Yxern. Socknen är en delvis kuperad skogsbygd med talrika mossar och småsjöar, men orten Frödinge genomskärs av det så kallade Frödingeplanet som är en sedimentbädd som i nordlig riktning sträcker sig upp mot Solhult och i ostsydostlig riktning ger småslätten kring Släta, Rössle och Flugenäs sitt platta utseende, innan det vid Gröpplesand slutar vid sjön Yxern. Yxern delas med Locknevi socken i Vimmerby kommun och Hjorteds sockeni Västerviks kommun. Andra betydande insjöar är Borstingen som delas med Vimmerby socken, Nyn, Bysjön, Malmingen och Grindeln.
Socken är något långsmal i nord-sydlig riktning och har på den ledden ca 2,5 mil mellan sina yttersta ändar. Frödinge Socken gränsar i söder mot Tuna socken, i norr mot Djursdala socken och nordösterut ligger Locknevi socken.
I kyrkbyn Frödinge fanns förr ett gästgiveri.

## Fornlämningar
Kända från socknen är två hällkistor från stenåldern, några gravrösen från bronsåldern och fem gravfält från järnåldern.

## Befolkningsutveckling
Befolkningen ökade från 1 404 1810 till 2 112 1880 varefter den med någon variation minskade till 1 122 1990.

## Namnet
Namnet (1370 Fjrödhunga) kommer från kyrkbyn och innehåller en inbyggarbeteckning frödhungar, jämförbart med den vanligar beteckningen -inge. Grunden kan kanske vara frödh, 'frodighet', syftande på bördig jord.